# Mads Reginiussen
Mads Reginiussen (Alta, 2 gennaio 1988) è un calciatore norvegese, centrocampista del Ranheim.

## Biografia
È il fratello di Christian e Tore Reginiussen.

## Carriera

### Club
Reginiussen iniziò la carriera con la maglia dell'Alta. Con questo club effettuò anche l'esordio nella 1. divisjon in data 2 ottobre 2005: subentrò infatti a Magnus Andersen nel successo per 3-0 sul Mandalskameratene. La squadra retrocesse nella 2. divisjon al termine della stagione, ma nel 2007 riconquistò la promozione. Il 1º giugno 2008 segnò le prime reti in questa divisione: fu infatti autore di una doppietta nella sconfitta per 5-3 dell'Alta in casa del Notodden.
Al termine del campionato 2008, fu ingaggiato dal Tromsø, raggiungendo così suo fratello Tore, già in squadra da un paio di stagioni. Il 24 maggio 2009 debuttò nell'Eliteserien, sostituendo Lars Iver Strand nel successo per 1-0 sul Lyn. Nella sua prima stagione nella massima divisione, fu impiegato in 6 partite.
Il 13 maggio 2010 segnò la prima rete per il Tromsø: contribuì infatti al successo per 0-6 in casa del Sortland, in un match valido per l'edizione stagionale della Coppa di Norvegia.
Il 20 marzo 2011 fu ceduto in prestito al Ranheim, formazione di 1. divisjon. Esordì con questa casacca il 3 aprile successivo, entrando in campo a partita in corso nel successo per 1-0 sul Løv-Ham. Il 29 maggio arrivò la prima rete, nel pareggio per 3-3 in casa del Kongsvinger. Contribuì, con 29 presenze e 7 gol, al quarto posto finale del Ranheim. A fine stagione tornò poi al Tromsø, ma il 25 febbraio 2012 risolse il contratto che lo legava al club. Il 5 marzo firmò allora un accordo con il Ranheim, stavolta a titolo definitivo.
Il 25 gennaio 2017 ha rinnovato il contratto che lo legava al club per un'ulteriore stagione.
Il 22 dicembre successivo ha rinnovato ancora l'accordo con il Ranheim, fino al 31 dicembre 2019. Il 16 febbraio 2019 ha ulteriormente prolungato il contratto con il Ranheim, fino al termine della stagione 2020.
Il 15 gennaio 2021 ha firmato un nuovo contratto annuale con il Ranheim. Il 23 dicembre successivo ha rinnovato ancora l'accordo con il club, per un'ulteriore stagione.
Si è ritirato al termine della stagione 2023.

### Nazionale
Ha giocato nelle nazionali giovanili norvegesi Under-16, Under-17 ed Under-19.

## Statistiche

### Presenze e reti nei club
Statistiche aggiornate al 13 aprile 2024.
| Stagione       | Club           | Campionato     | Campionato | Campionato | Coppe nazionali | Coppe nazionali | Coppe nazionali | Coppe continentali | Coppe continentali | Coppe continentali | Supercoppe | Supercoppe | Supercoppe | Totale | Totale |
| Stagione       | Club           | Comp           | Pres       | Reti       | Comp            | Pres            | Reti            | Comp               | Pres               | Reti               | Comp       | Pres       | Reti       | Pres   | Reti   |
| -------------- | -------------- | -------------- | ---------- | ---------- | --------------- | --------------- | --------------- | ------------------ | ------------------ | ------------------ | ---------- | ---------- | ---------- | ------ | ------ |
| 2005           | Alta           | 1D             | 5          | 0          | CN              | ?               | ?               | -                  | -                  | -                  | -          | -          | -          | ?      | ?      |
| 2006           | Alta           | 2D             | ?          | ?          | CN              | ?               | ?               | -                  | -                  | -                  | -          | -          | -          | ?      | ?      |
| 2007           | Alta           | 2D             | ?          | ?          | CN              | ?               | ?               | -                  | -                  | -                  | -          | -          | -          | ?      | ?      |
| 2008           | Alta           | 1D             | 29         | 7          | CN              | ?               | ?               | -                  | -                  | -                  | -          | -          | -          | ?      | ?      |
| Totale Alta    | Totale Alta    | Totale Alta    | ?          | ?          |                 | ?               | ?               |                    | -                  | -                  |            | -          | -          | ?      | ?      |
| 2009           | Tromsø         | ES             | 6          | 0          | CN              | 1               | 0               | UEL                | 1                  | 0                  | -          | -          | -          | 8      | 0      |
| 2010           | Tromsø         | ES             | 11         | 0          | CN              | 3               | 1               | -                  | -                  | -                  | -          | -          | -          | 14     | 1      |
| Totale Tromsø  | Totale Tromsø  | Totale Tromsø  | 17         | 0          |                 | 4               | 1               |                    | 1                  | 0                  |            | -          | -          | 22     | 1      |
| 2011           | Ranheim        | 1D             | 29         | 7          | CN              | 0               | 0               | -                  | -                  | -                  | -          | -          | -          | 0      | 0      |
| 2012           | Ranheim        | 1D             | 28         | 5          | CN              | 0               | 0               | -                  | -                  | -                  | -          | -          | -          | 28     | 5      |
| 2013           | Ranheim        | 1D             | 28+4       | 5+0        | CN              | 3               | 0               | -                  | -                  | -                  | -          | -          | -          | 35     | 5      |
| 2014           | Ranheim        | 1D             | 27         | 3          | CN              | 4               | 1               | -                  | -                  | -                  | -          | -          | -          | 31     | 4      |
| 2015           | Ranheim        | 1D             | 30+1       | 9+0        | CN              | 2               | 0               | -                  | -                  | -                  | -          | -          | -          | 33     | 9      |
| 2016           | Ranheim        | 1D             | 29         | 7          | CN              | 2               | 1               | -                  | -                  | -                  | -          | -          | -          | 31     | 8      |
| 2017           | Ranheim        | 1D             | 29+4       | 10+1       | CN              | 3               | 0               | -                  | -                  | -                  | -          | -          | -          | 36     | 11     |
| 2018           | Ranheim        | ES             | 26         | 9          | CN              | 2               | 1               | -                  | -                  | -                  | -          | -          | -          | 28     | 10     |
| 2019           | Ranheim        | ES             | 29         | 5          | CN              | 4               | 3               | -                  | -                  | -                  | -          | -          | -          | 33     | 8      |
| 2020           | Ranheim        | 1D             | 28+2       | 10+0       | -               | -               | -               | -                  | -                  | -                  | -          | -          | -          | 30     | 10     |
| 2021           | Ranheim        | 1D             | 26         | 2          | CN              | 2               | 1               | -                  | -                  | -                  | -          | -          | -          | 28     | 3      |
| 2022           | Ranheim        | 1D             | 23         | 7          | CN              | 1               | 0               | -                  | -                  | -                  | -          | -          | -          | 24     | 7      |
| 2023           | Ranheim        | 1D             | 16         | 1          | CN              | 2               | 0               | -                  | -                  | -                  | -          | -          | -          | 18     | 1      |
| Totale Ranheim | Totale Ranheim | Totale Ranheim | 348+11     | 80+1       |                 | 25              | 7               |                    | -                  | -                  |            | -          | -          | 384    | 88     |
| Totale         | Totale         | Totale         | ?          | ?          |                 | ?               | ?               |                    | 1                  | 0                  |            | -          | -          | ?      | ?      |